# ایستپورت (مین)
ااستپورت (به انگلیسی: Eastport) شهری در ایالت مین کشور ایالات متحده آمریکا است که جمعیت آن در سرشماری سال ۲۰۱۰ میلادی، ۱٬۳۳۱ نفر بوده‌است.

## نگارخانه

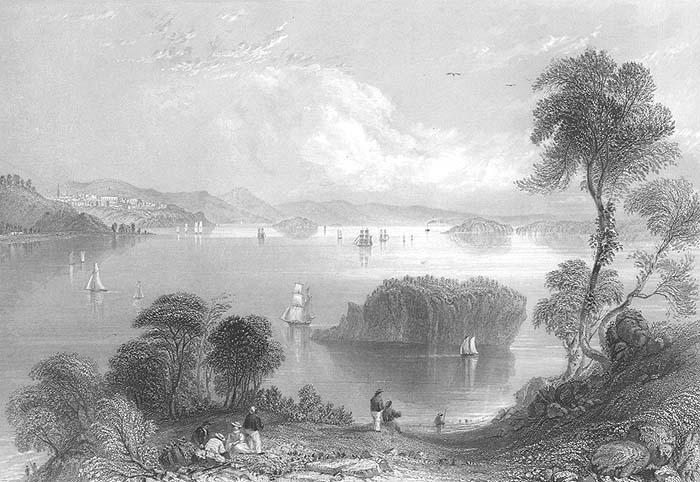
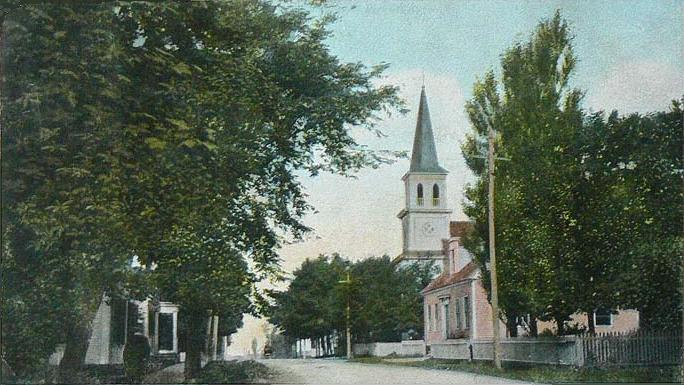
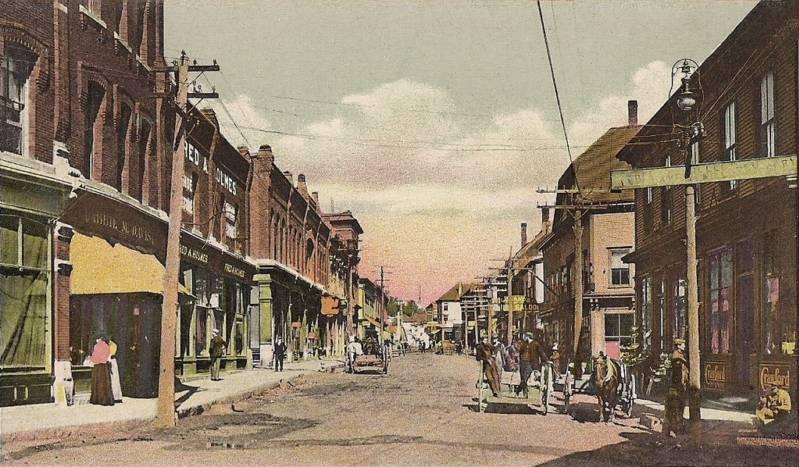
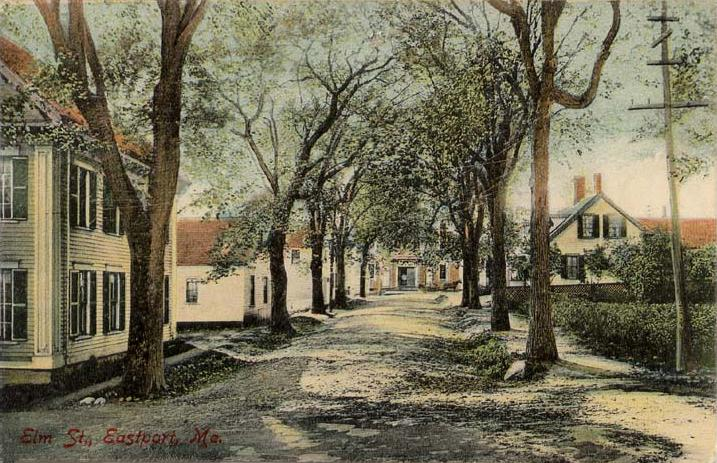
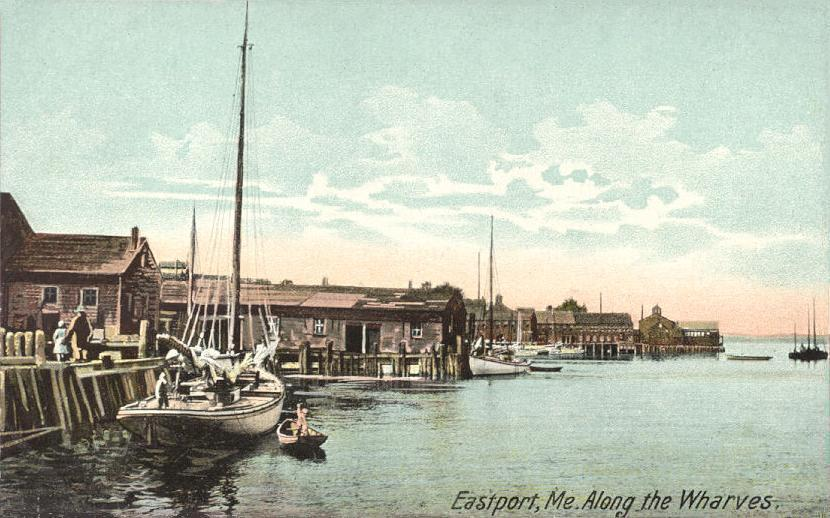
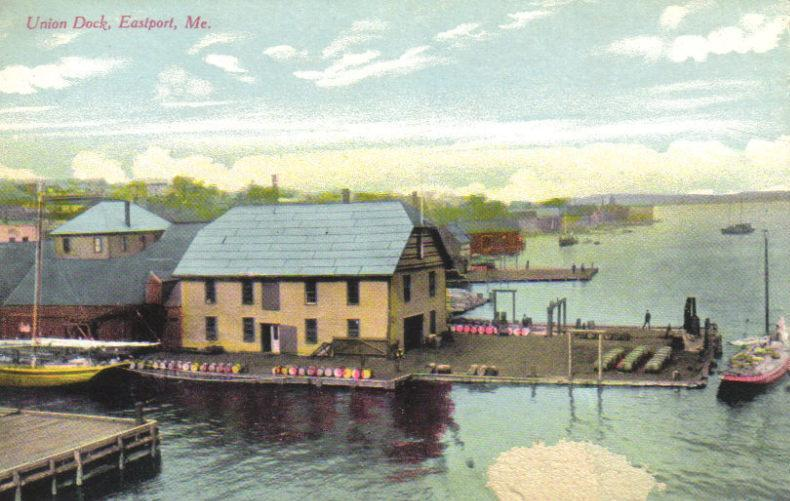
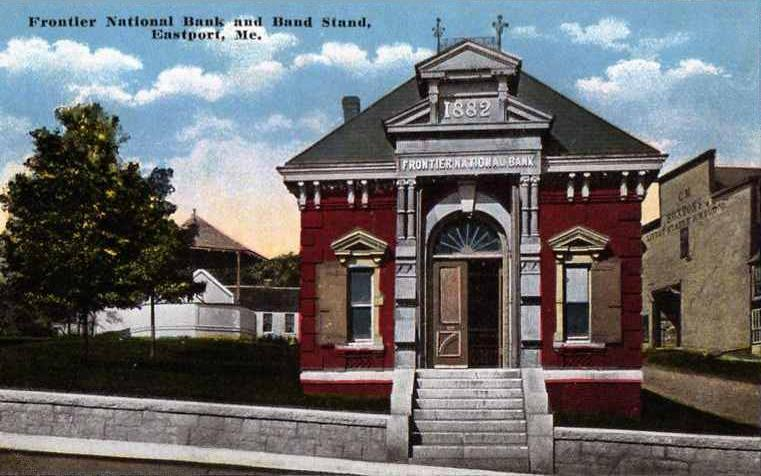
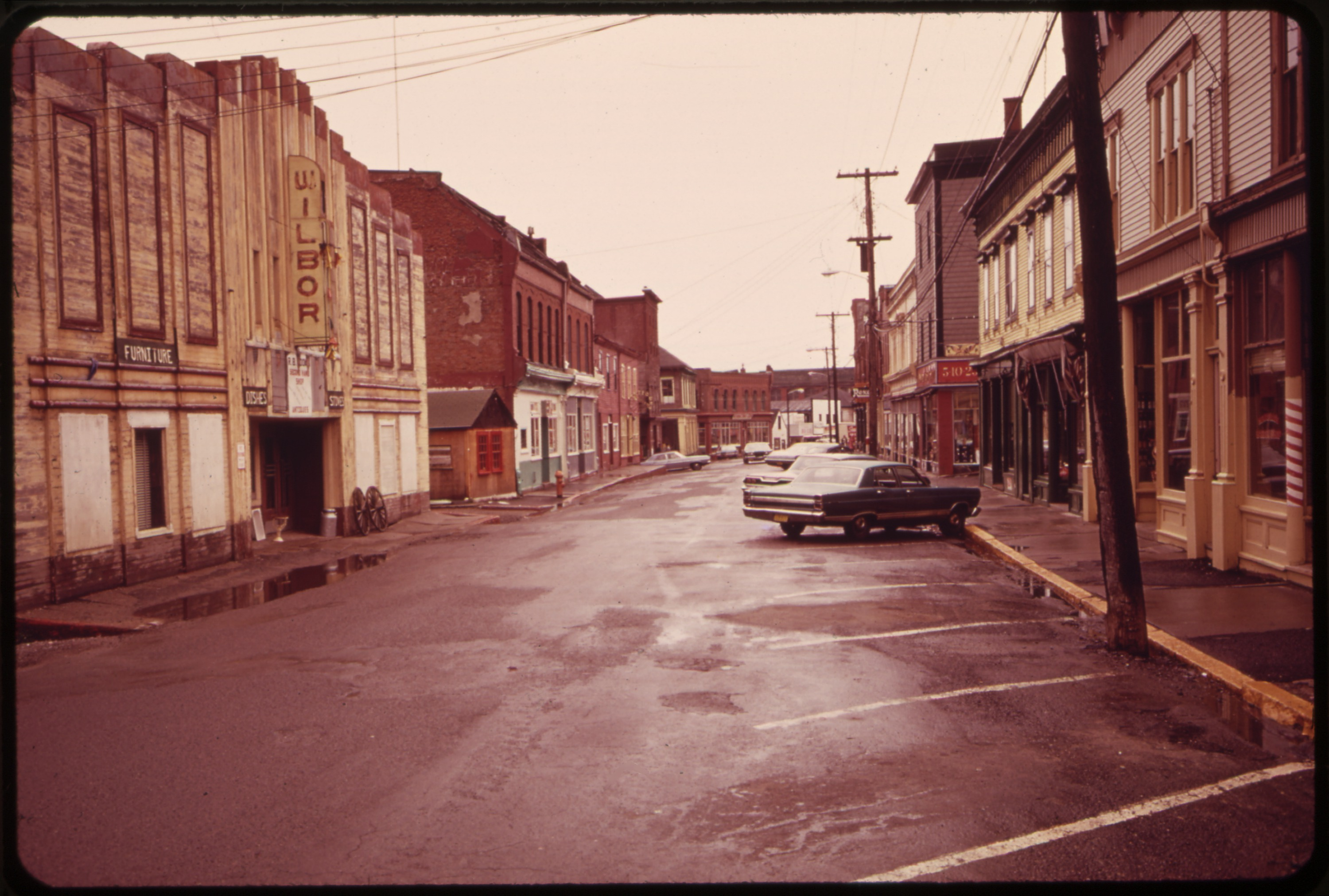
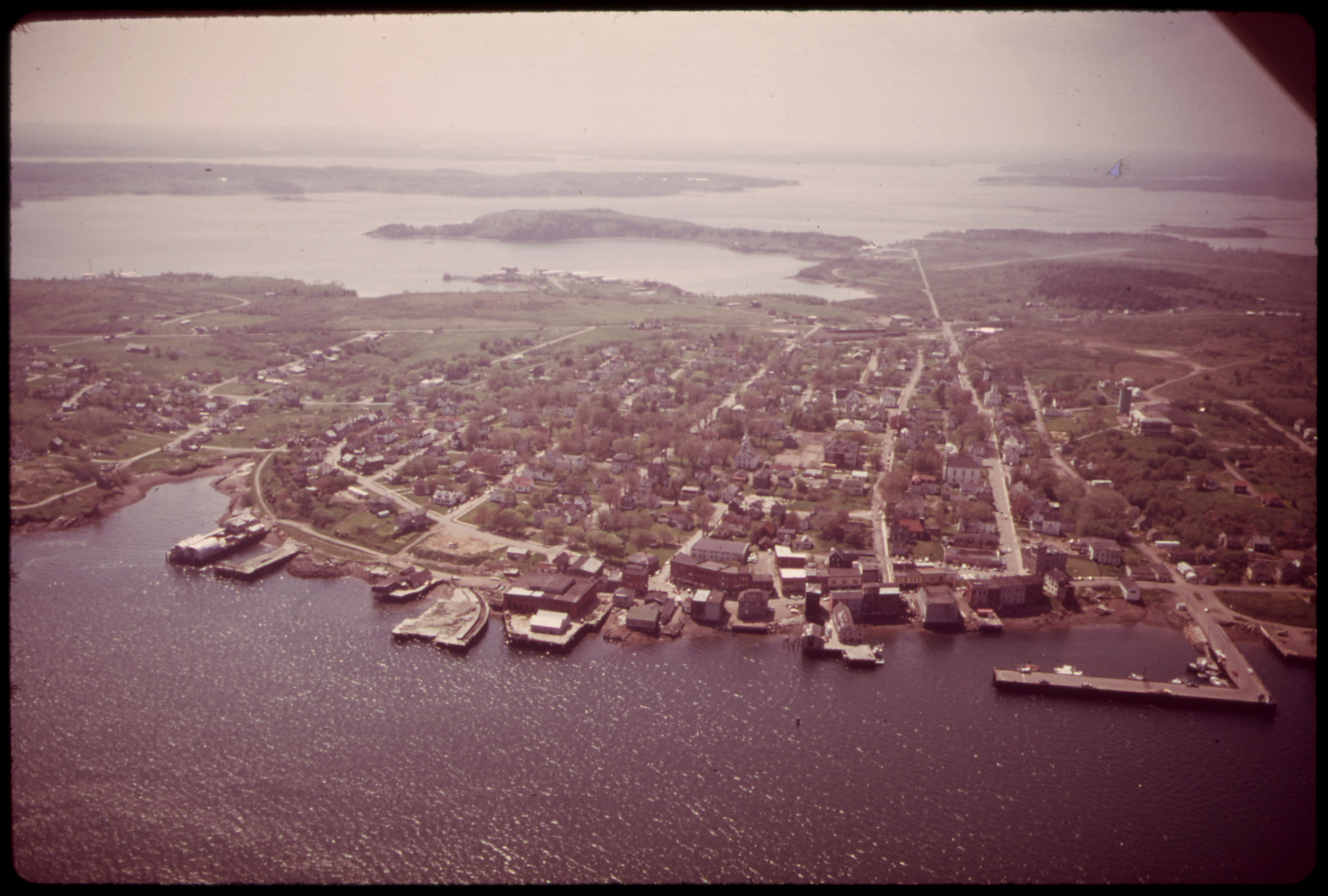